# Kgosi

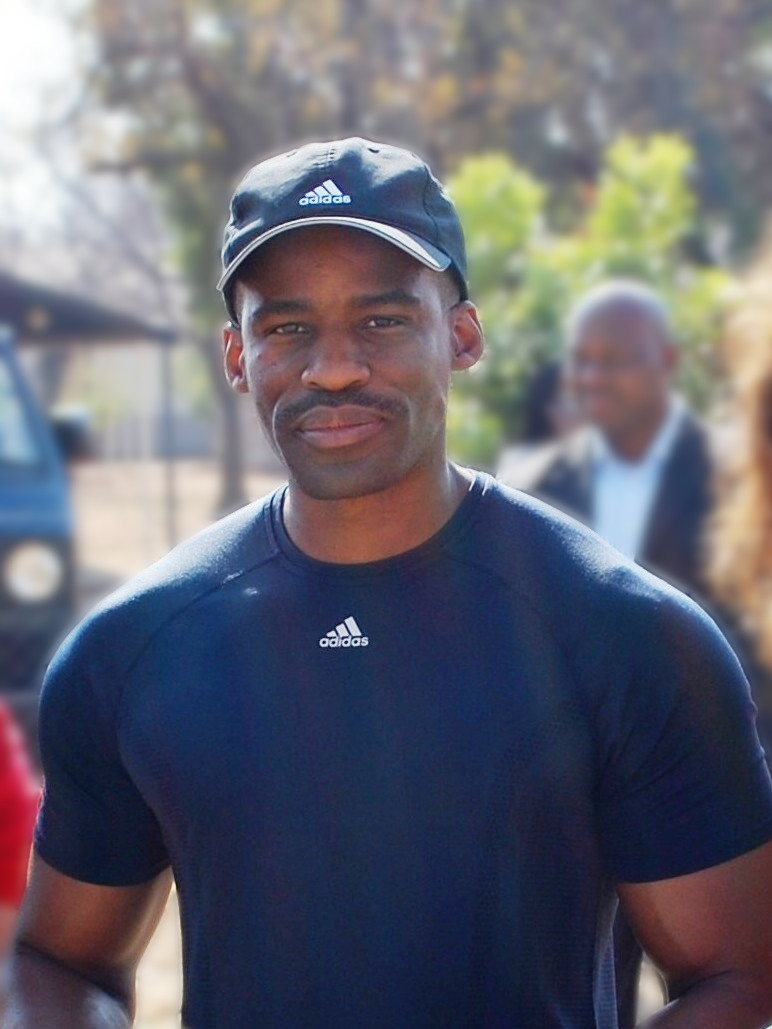
Leruo Mototlegi, 36. kgosi plemienia Bafokeng

Kgosi – tytuł monarszy używany w stosunku do dziedzicznych wodzów plemion z ludów Tswana i Sotho-Tswana. 

## Użycie
Słowo "kgosi" pochodzi z języka tswana i oznacza "króla" lub "wodza". Do tego słowa można dodać różne afiksy, aby zmienić jego znaczenie: dodanie przedrostka di- tworzy liczbę mnogą dikgosi; żeński przyrostek -gadi tworzy słowo kgosigadi; a przymiotnikowy przyrostek -kgolo, oznaczający "duży", tworzy kgosikgolo, słowo oznaczające "najwyższego przywódcę".
Jest to tytuł często nadawany arystokratom w Botswanie i okolicznych krajach, w których żyją ludzie mówiący w języku tswana. Urząd przywódcy plemiennego nazywany jest bogosi, podczas gdy osoba, która obejmuje ten urząd to kgosi.